# Auletobius melanocephalus
Auletobius melanocephalus là một loài bọ cánh cứng trong họ Rhynchitidae. Loài này được Erichson miêu tả khoa học năm 1842.